# اندیس سنگ تزئینی یله گنبد
سنگ تزئینی یله گنبد یک اندیس مصالح ساختمانی است که در  استان قزوین قرار دارد و مادهٔ معدنی موجود در آن، سنگ تزئینی است.سنگ میزبان این اندیس تراورتن است و دیرینگی آن به دوران الیگومیوسن می‌رسد. 